# 梅特赖
梅特赖（法語：Mettray，法語發音：[mɛtʁɛ] ⓘ）是法国安德尔-卢瓦尔省的一个市镇，位于该省中部，省会图尔市区正北方向，属于图尔区和图尔-卢瓦尔河谷都会区。

## 地理
梅特赖（47°27'9"N, 0°38'54"E）面积10.34 平方千米，位于法国中央-卢瓦尔河谷大区安德尔-卢瓦尔省，该省份为法国中西部省份，北起萨尔特省、东北接卢瓦-谢尔省，东南接安德尔省，南至维埃纳省，西临曼恩-卢瓦尔省。
与梅特赖接壤的市镇（或旧市镇、城区）包括：舒瓦西耶河畔尚索、沙朗蒂伊、舒瓦西耶河畔拉芒布罗勒、奥埃圣母镇、圣安托万迪罗谢、卢瓦尔河畔圣西尔、图尔。
梅特赖的时区为UTC+01:00、UTC+02:00（夏令时）。

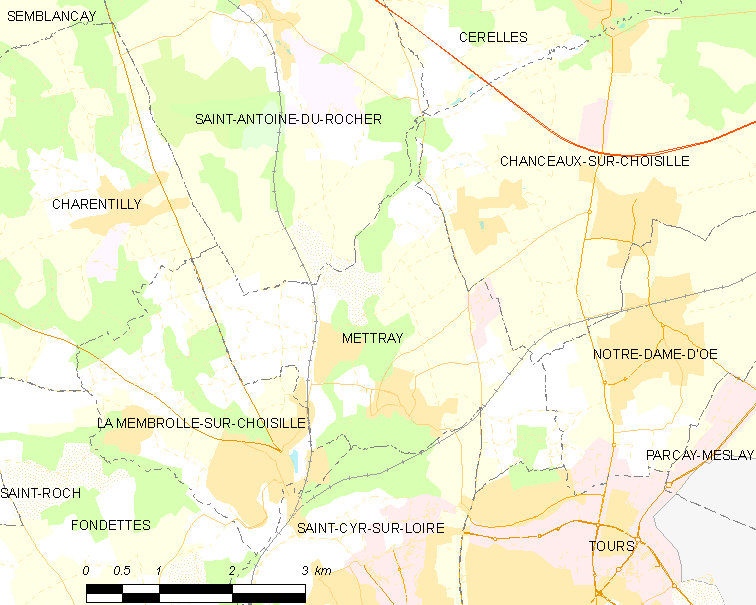
梅特赖的OSM定位图

## 行政
梅特赖的邮政编码为37390，INSEE市镇编码为37152。

## 政治
梅特赖所属的省级选区为武夫赖县。

## 交通
安德尔-卢瓦尔省省道D2线、D76线和D476线在梅特赖境内交汇。
图尔公交56路经过境内。

## 人口

1962-2008年间梅特赖人口变化图示

梅特赖于2022年1月1日时的人口数量为2079人。

## 人物
法国歌手Zaz出生于境内。